# Berg van Barmhartigheid (Brugge)

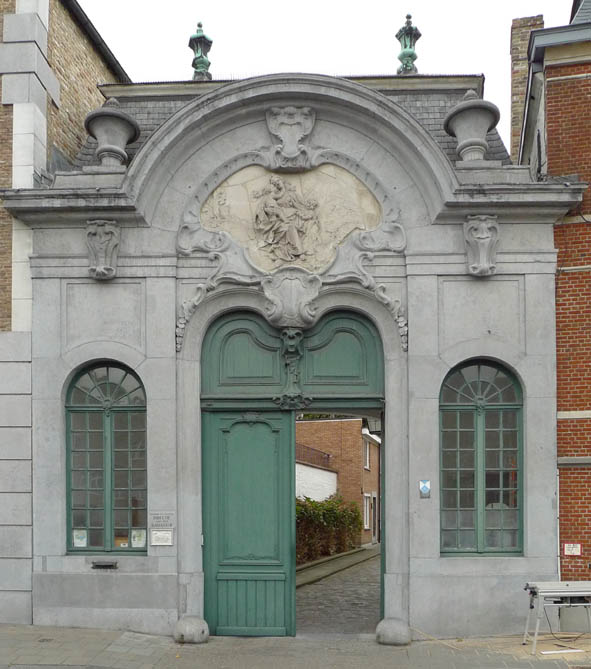
Ingangspoort tot de 'Berg van Charitate' (1629-1795) en de 'Berg van Barmhartigheid' (1876-1920) aan de Langerei

De Berg van Charitate in Brugge was een kredietinstelling met caritatieve doelstellingen, die als stedelijke leenbank functioneerde van 1573 tot 1795. De Berg van Barmhartigheid (die in 1795 fuseerde met de Berg van Charitate) was een leenbank opgericht door de centrale overheid en die in Brugge functioneerde van 1628 tot 1920.

## Voorgeschiedenis
Geld ontlenen tegen intrest is een activiteit die al bekend was in het Assyrische Rijk, Babylonië en het Oude Egypte. In de christelijke samenleving rezen hiertegen bezwaren, omdat de Kerk geen verschil maakte tussen het lenen tegen een redelijke rente en het veel voorkomende lenen tegen woekerrenten. Opeenvolgende concilies spraken zich uit tegen de 'woekeraars' en veroordeelden ze op grond van de Bijbel, van de natuurwet en van de idee dat alleen menselijke arbeid een bron van rijkdom kon betekenen.
De economische evolutie maakte deze houding onhoudbaar. Vanaf de twaalfde en dertiende eeuw waren het de Joden en de Lombarden die zich niets van de verbodsbepalingen aantrokken. Binnen de economische bedrijvigheid waren het weldra bankiers, maar ook rijke abdijen of andere rijke personen, die mits een pand als zekerheid te krijgen en tegen een bepaalde intrest, geld uitleenden. De ontleners waren hoofdzakelijk monarchen en andere machthebbers enerzijds, industriëlen en handelaars anderzijds.
Maar ook gewone particulieren, die soms in acute geldnood verkeerden, zochten naar een uitweg. De Lombarden boden die aan door geld te lenen tegen afgifte van een waardevol stuk. Soms gebeurde dit tegen een aannemelijke intrest, maar soms ook tegen woekertarieven. Dergelijke leenbanken of 'lommerds' werden daarom trouwens vaak gewoon "de woeker" genoemd. Ook in Brugge waren verschillende dergelijke leenbanken gevestigd. Met de winsten die ze maakten, gingen ze soms investeringen aan die verkeerd afliepen, waarbij ze failliet gingen. Om de uitwassen te bestrijden, namen veel steden regels aan waarbij de werking van de geldleners aan banden werd gelegd. Dit hielp niet altijd.

## Geschiedenis
De uitwassen van de leenbanken of 'lombarden' brachten er heel wat besturen toe de zaak zelf in handen te nemen en zelf leenbanken op te richten, die krediet verleenden, gratis of tegen sterk verlaagde interest. Dit waren de instellingen die met de naam 'Berg van Charitate' duidelijk aantoonden dat ze niet een winstgevend doel nastreefden, maar een dienst aan hun bevolking wilden verlenen. In het begin van de vijftiende eeuw waren de 'Monti de Pieta' in Italië en de 'Arcas de Limosnas' in Spanje, de eerste met een liefdadig doel opgerichte leenbanken, die hun burgers wilden behoeden voor uitbuiting door woekeraars.
In Italië waren het vooral de franciscanen die, vanaf 1462, het initiatief tot oprichting van dergelijke 'banken' namen. Ondanks tegenstand vanwege de dominicanen en de augustijnen, aanvaardde het vijfde concilie van Lateranen in 1515 dat deze banken een bescheiden interest van hun leners mochten vragen.
In Brugge werden heel wat discussies gevoerd over de hulp die moest worden geboden aan de hulpbehoevenden. De geldelijke steun werd verleend door een min of meer officiële instelling, die als 'armendis' georganiseerd was, per parochie. Dat dit onvoldoende was werd vastgesteld door de Spaanse in Brugge wonende humanist Juan Luis Vivès. In zijn boek De subventione pauperum (1525), dat in verschillende talen verscheen, stelde hij voor de fondsen voor de armen te verenigen in één gemene beurs onder toezicht van de stad. Al kwam daarvan onder het ancien régime weinig terecht, er werden ook nog andere mogelijkheden van hulpverlening besproken en de pandlening was er een van. De stadspensionaris Gillis Wyts, zich baserend op het plan van Vivès, stelde in 1562 voor een gratis pandhuis op te richten, als bijdrage tot de oplossing van de armoedeproblemen.
Een decennium later, op 15 januari 1573, richtte het Brugse stadsbestuur een Waerachtigen Bergh van Charitate of 'tafel van gratuite leeninghe' op. Ze volgde hierin het voorbeeld van de stad Ieper, die als eerste in de Zuidelijke Nederlanden en in heel Noord-Europa, in 1534 een openbaar pandhuis had geopend. Het initiatief in Brugge kwam van de Brugse poorter Gillis van de Weghe, die enkele invloedrijke burgers voor zijn idee wist warm te maken. De oprichtingsakte vermeldde dat de instelling zich zou wijden aan het lenen van cleene sommen van penninghen aan arme lieden, niet alleen werklozen en bedelaars, maar ook neringdoeners en ambachtslieden die in nood geraakten. De burgers van de stad werden aangemoedigd om, door het begiftigen van de nieuwe instelling, hun zielenheil te verzekeren.
Men kon er tot tien, later tot 20 schellingen en in de 17e-18e eeuw tot twee ponden lenen. Bij het aflossen van het geleende bedrag werd geen intrest geheven. De terugbetaling gebeurde aanvankelijk na een termijn van drie maanden, later verlengd tot elf maanden.
Het stadsbestuur stelde de gouverneurs aan, gekozen onder de Brugse vooraanstaanden, die onbezoldigd het beheer van de instelling voor een jaar (of vanaf 1777 voor meerdere jaren) op zich namen. De dagelijkse leiding berustte bij een eveneens door de stad benoemde 'conciërge'. De bezoldiging en de geboden ambtswoning maakten dat ook de conciërges weldra tot de betere stand behoorden.
In 1628 kreeg de instelling, tegen de zin van het stadsbestuur, concurrentie van een Berg van Barmhartigheid die, naast een centraal pandhuis in Brussel, filialen oprichtte in een aantal steden. Deze instelling werd door de centrale overheid opgericht, onder impuls van de landvoogden, de aartshertogen Albrecht en Isabella. Het was de bedenker, hun raadsman Wenceslas Cobergher, die er de intendant-generaal van werd en die er meteen voor zorgde dat alle private pandhuizen voortaan verboden werden. Na enkele decennia evolueerde deze instelling, die altijd nogal hoge intresten aanrekende, tot een gewone instelling voor kredietverlening. De Brugse filiale nam zijn intrek in het leegstaande paleis van de heren van Gruuthuse. De Berg van Charitate bleef intussen verder bestaan, steeds als liefdadigheidsinstelling.
De Berg van Charitate had als opeenvolgende zetels:
- een huurhuis in de Kuipersstraat (1573-1576),
- een huurhuis in de huizenblok Braambergstraat-Predikherenstraat-Freren Fonteinstraat-Waalsestraat-Jozef Suveestraat (1576-1590),
- een huurhuis in de Predikherenstraat (1590-1592),
- de door een schenking verworven eigendom 'Hof van Ayshove' aan de Sint-Annarei (1592-1629),
- de door aankoop verworven eigendom aan de Langerei 7-11, waar voordien al drie eeuwen een pandleenbank van de 'Cahorsijnen' gevestigd was (1629-1795).

In 1795 werd een fusie aangegaan tussen de 'Berg van Charitate' en de 'Berg van Barmhartigheid', onder de hoede van de nieuwe gemeentelijke 'Commissie van Burgerlijke Godshuizen'. In 1822 bevond de Berg van Bermhertigheyd zich nog langs de Langerei. In 1876 zou deze instelling het Gruuthusepaleis (eigendom van de stad Brugge geworden) verlaten om nog tot in 1920 een bescheiden activiteit te ontplooien in het vroegere 'Cahorsijnen'-gebouw aan de Langerei.